# Canton de Lanta
Le canton de Lanta est une ancienne division administrative française, située dans le département de la Haute-Garonne et la région Midi-Pyrénées et faisait partie de la Dixième circonscription de la Haute-Garonne.

## Histoire
Le canton faisait partie de l'ancien arrondissement de Villefranche-de-Lauragais.
Le canton disparaît à la suite du redécoupage cantonal de 2014. Les communes d'Aigrefeuille, Lauzerville, Préserville et Sainte-Foy-d'Aigrefeuille sont rattachées au nouveau canton d'Escalquens tandis que les communes d'Aurin, Bourg-Saint-Bernard, Lanta, Saint-Pierre-de-Lages, Tarabel et Vallesvilles sont intégrées au canton de Revel.

## Composition
Le canton de Lanta regroupait 10 communes et comptait 9 444 habitants (population municipale) au 1er janvier 2010.
| Nom                       | Code Insee | Intercommunalité           | Superficie (km2) | Population (dernière pop. légale) | Densité (hab./km2) |
| ------------------------- | ---------- | -------------------------- | ---------------- | --------------------------------- | ------------------ |
| Lanta                     | 31271      | CC des Terres du Lauragais | 30,12            | 1 840 (2014)                      | 61                 |
| Sainte-Foy-d'Aigrefeuille | 31480      | CC des Terres du Lauragais | 9,68             | 1 976 (2014)                      | 204                |
| Lauzerville               | 31284      | CA du Sicoval              | 3,46             | 1 518 (2014)                      | 439                |
| Bourg-Saint-Bernard       | 31082      | CC des Terres du Lauragais | 16,60            | 991 (2014)                        | 60                 |
| Aigrefeuille              | 31003      | Toulouse Métropole         | 4,62             | 1 189 (2014)                      | 257                |
| Saint-Pierre-de-Lages     | 31512      | CC des Terres du Lauragais | 7,20             | 808 (2014)                        | 112                |
| Tarabel                   | 31551      | CC des Terres du Lauragais | 7,42             | 394 (2014)                        | 53                 |
| Préserville               | 31439      | CC des Terres du Lauragais | 12,19            | 740 (2014)                        | 61                 |
| Vallesvilles              | 31567      | CC des Terres du Lauragais | 8,16             | 394 (2014)                        | 48                 |
| Aurin                     | 31029      | CC des Terres du Lauragais | 7,49             | 317 (2014)                        | 42                 |

## Démographie
| 1962  | 1968  | 1975  | 1982  | 1990  | 1999  | 2006  | 2011  | 2012  |
| ----- | ----- | ----- | ----- | ----- | ----- | ----- | ----- | ----- |
| 2 993 | 3 049 | 3 206 | 3 523 | 4 546 | 6 673 | 8 118 | 9 636 | 9 863 |

## Administration

### Conseillers généraux de 1833 à 2015
| Période | Période | Identité                                 | Étiquette          | Qualité                                                                             |
| ------- | ------- | ---------------------------------------- | ------------------ | ----------------------------------------------------------------------------------- |
| 1833    | 1848    | voir Canton de Caraman                   |                    |                                                                                     |
| 1848    | 1871    | Joseph Jean Jacques André de Laplagnolle | Légitimiste        | Propriétaire et Maire de Lanta                                                      |
| 1871    | 1880    | Joseph Victor Molinier                   | Républicain        | Professeur à la Faculté de droit                                                    |
| 1880    | 1892    | Baron Paul Sartre de Salis               | Droite monarchiste | Maire de Vallesvilles                                                               |
| 1892    | 1919    | Arthur Fagès                             | Républicain        | Propriétaire, maire de Lanta                                                        |
| 1919    | 1940    | Charles Cézar-Bru (1865-1948)            | Rad.               | Professeur à la Faculté de droit Président du Conseil Général, propriétaire à Lanta |
|         |         |                                          |                    |                                                                                     |
| 1943    | 1945    | Paul Ramon                               |                    | Maire de Bourg-Saint-Bernard Nommé conseiller départemental en 1943                 |
|         |         |                                          |                    |                                                                                     |
| 1945    | 1955    | Jean Cumenge (1881-1961)                 | DVD                | Ancien Préfet Maire de Saint-Pierre-de-Lages                                        |
| 1955    | 1979    | Jean Lamare                              | Rad.ind.           | Clerc de notaire Maire de Vallesvilles                                              |
| 1979    | 1998    | Pierre Sicre                             | PRG                | Exploitant agricole Maire de Sainte-Foy-d'Aigrefeuille de 1977 à 2001               |
| 1998    | 2015    | Daniel Ruffat                            | PS                 | Receveur-percepteur du Trésor Maire de Sainte-Foy-d'Aigrefeuille depuis 2001        |

### Conseillers d'arrondissement (de 1833 à 1940)
| Période                                  | Période | Identité          | Étiquette   | Qualité |
| ---------------------------------------- | ------- | ----------------- | ----------- | --- |
| 1833                                     | 1848    | Étienne Sieurac   |             | Juge de paix, propriétaire à Bourg-Saint-Bernard, Président du Conseil d'arrondissement                     |
|                                          |         |                   |             | |
| 1877                                     | 1883    | Paul Lacaze       |             | Notaire, maire du Bourg-Saint-Bernard                                                                       |
| 1883                                     | 1889    | Léon Castelbert   | Légitimiste | Ancien rédacteur en chef des Nouvelles, journal monarchiste                                                 |
| 1889                                     | 1901    | Dominique Bernet  | Républicain | Propriétaire, adjoint au maire de Lanta                                                                     |
| 1901                                     |         | Guillaume Albigès | Radical     | Capitaine en retraite à Tarabel                                                                             |
|                                          |         |                   |             | |
| 1919                                     | 1937    | J. Huc            | Radical     | Propriétaire à Lanta                                                                                        |
| 1937                                     | 1940    | Pierre Dardenne   | Radical     | Médecin |
| 1940                                     |         |                   |             | Les conseils d'arrondissement ont été suspendus par la loi du 12 octobre 1940 et n'ont jamais été réactivés |
| Les données manquantes sont à compléter. |         |                   |             | |